# Eirado
Eirado é uma povoação portuguesa sede da Freguesia de Eirado do Município de Aguiar da Beira, freguesia com 9,24 km² de área e 181 habitantes (censo de 2021), tendo, por isso, uma densidade populacional de 19,6 hab./km².

## História
Pertenceu ao concelho de Trancoso entre 26 de Junho de 1896 e 13 de Janeiro de 1898, tendo nessa data voltado a integrar o concelho (atual município) de Aguiar da Beira.

## Geografia
Localizada na parte leste do município, a Freguesia do Eirado tem como vizinhos as localidades de Souto de Aguiar da Beira a norte, Carapito a sueste, Pena Verde a sul, e Cortiçada e Valverde a oeste e o Município de Trancoso a leste.

## Demografia
A população registada nos censos foi:
| Distribuição da População por Grupos Etários | Distribuição da População por Grupos Etários | Distribuição da População por Grupos Etários | Distribuição da População por Grupos Etários | Distribuição da População por Grupos Etários |
| -------------------------------------------- | -------------------------------------------- | -------------------------------------------- | -------------------------------------------- | -------------------------------------------- |
| Ano                                          | 0-14 Anos                                    | 15-24 Anos                                   | 25-64 Anos                                   | > 65 Anos                                    |
| 2001                                         | 51                                           | 33                                           | 117                                          | 71                                           |
| 2011                                         | 22                                           | 31                                           | 115                                          | 62                                           |
| 2021                                         | 15                                           | 13                                           | 81                                           | 72                                           |

## Lugares
- Eirado (lugar)
- Carregais
- Barranha (Eirado)
- Antela
- Ancinho (Eirado)